# Vòng lặp Picard
Trong toán học, vòng lặp Picard có thể hiểu là:
- trong phương pháp số: một dạng vòng lặp điểm cố định để tìm nghiệm số xấp xỉ cho một phương trình.
- trong phương trình vi phân: là một phương pháp tìm sự tồn tại của nghiệm phương trinh vi phân đi qua một điểm.

Theo cách hiểu đầu tiên, vòng lặp Picard tạo nên một dãy các số hội tụ đến nghiệm của phương trình; nó liên quan đến xử lý các số. Theo cách hiểu thứ hai, vòng lặp này sinh ra một dãy các hàm tiệm cận đến hàm thỏa mãn phương trình vi phân; nó liên quan đến xử lý các biểu thức.